# Atractus variegatus
Espèce
Atractus variegatus est une espèce de serpents de la famille des Dipsadidae.

## Répartition
Cette espèce est endémique du département de Boyaca en Colombie.

## Publication originale
- Prado, "1941" 1942 : Notas ofiológicas 12. Considerações em torno de dois Atractus da Colômbia, com a descrição de uma nova espécie. Memorias do Instituto Butantan, vol. 15, p. 377-380.